# European Rugby Champions Cup 2017-18
La temporada 2017-18 de la Copa de Campeones Europea de Rugby fue la 23.ª edición de la máxima competición continental del rugby europeo y la 4.ª con el nuevo nombre y formato.
La primera jornada se disputó entre el 13 y el 15 de octubre de 2017, mientras que la gran final se celebró el 12 de mayo de 2018, en el estadio de San Mamés en Bilbao. Fue la primera vez que la final se celebró fuera de uno de los países de las Seis Naciones.
La última final fue para el equipo inglés de Saracens en la que resultó triunfador ante Clermont por 17 a 28.

## Calendario
| Jornadas    | Fechas                        |
| 1ª          | 13 al 15 de octubre de 2017   |
| 2ª          | 20 al 22 de octubre de 2017   |
| 3ª          | 8 al 10 de diciembre de 2017  |
| 4ª          | 15 al 17 de diciembre de 2017 |
| 5ª          | 12 al 14 de enero de 2018     |
| 6ª          | 19 al 21 de enero de 2018     |
| Cuartos     | 31 de marzo de 2018           |
| Semifinales | 21 al 22 de abril de 2018     |
| Final       | 12 de mayo de 2018            |

## Equipos
Veinte equipos se clasifican para la temporada 2017-18, basándose en la clasificación de sus respectivas ligas domésticas durante la anterior temporada. La distribución de los equipos responde al siguiente patrón:
- Inglaterra: 7 equipos
  - Equipos clasificados entre la primera y la séptima posición en la temporada 2016-17 de la Premiership Rugby. (7 equipos)
- Francia: 6 equipos
  - Equipos clasificados entre la primera y la sexta posición en la temporada 2016-17 del Top 14 francés. (6 equipos)
- Irlanda, Italia, Escocia y Gales: 7 equipos
  - Los equipos que logren la mejor plaza de cada país en el Pro14. (4 equipos)
    - Los mejores tres clasificados en el Pro14 no clasificados anteriormente. (3 equipos)

| Inglaterra (7)                 | Francia (6)     | Gales (2) | Irlanda (3) | Escocia (1)      | Italia (1) |
| Exeter Chiefs                  | Clermont        | Scarlets  | Munster     | Glasgow Warriors | Benetton   |
| Wasps                          | Toulon          | Ospreys   | Leinster    |                  |            |
| Saracens                       | Stade Rochelais |           | Ulster      |                  |            |
| Leicester Tigers               | Racing 92       |           |             |                  |            |
| Bath Rugby                     | Montpellier HRC |           |             |                  |            |
| Harlequins                     | Castres         |           |             |                  |            |
| Northampton Saints (Play-offs) |                 |           |             |                  |            |

### Ronda de Play Off

#### Semifinal
| 19 de mayo de 2017, 18:00 | Stade Français Paris | 46 - 21 | Cardiff Blues | Estadio Jean-Bouin, París                              |                                                        |
|                           |                      | Reporte |               | Asistencia: 4.767 espectadores Árbitro(s): Greg Garner | Asistencia: 4.767 espectadores Árbitro(s): Greg Garner |

| 20 de mayo de 2017, 16:00 | Northampton Saints | 21 - 15 | Connacht | Franklin's Gardens, Northampton                           |                                                           |
|                           |                    | Reporte |          | Asistencia: 9.561 espectadores Árbitro(s): Mathieu Raynal | Asistencia: 9.561 espectadores Árbitro(s): Mathieu Raynal |

#### Final
| 26 de mayo de 2017, 19:45 | Northampton Saints | 23 - 22 | Stade Français Paris | Franklin's Gardens, Northampton                        |                                                        |
|                           |                    | Reporte |                      | Asistencia: 10.273 espectadores Árbitro(s): John Lacey | Asistencia: 10.273 espectadores Árbitro(s): John Lacey |

## Modo de disputa
El número de equipos participantes es de 20, divididos en 5 grupos con 4 equipos por grupo. Los equipos disputarán una liguilla en un formato de ida y vuelta de todos contra todos, la fase de grupos tendrá su primera jornada en los días 13 al 15 de octubre de 2017 y terminará en los días 19 al 21 de enero de 2018, de aquí los ganadores de cada grupo y los tres mejores segundos pasarán de ronda. Tras las 6 jornadas correspondientes a esta primera fase, se desarrollan los cuartos de final y semifinales, a un solo partido, y la final.

### Sistema de puntuación
Los cuatro participantes se agrupan en una tabla general teniendo en cuenta los resultados de los partidos mediante un sistema de puntuación, la cual se reparte:
- 4 puntos por victoria.
- 2 puntos por empate.
- 0 puntos por derrota.

También se otorga punto bonus, ofensivo y defensivo:
- El punto bonus ofensivo se obtiene al marcar cuatro (4) o más tries.
- El punto bonus defensivo se obtiene al perder por una diferencia de hasta siete (7) puntos.

### Criterio de desempate
Si dos clubes del mismo grupo terminan con la misma cantidad de puntos, su clasificación será determinada por los resultados de los dos partidos jugados entre los equipos en cuestión de la siguiente manera:
1. el club con la mayor cantidad de puntos obtenidos en los dos partidos.
2. el club con la mayor cantidad de puntos a favor obtenidos en los dos partidos.
3. el club que haya conseguido más tries en los dos partidos.

Si sigue sin resolverse o los clubes no se han enfrentado en la fase de grupos se determinará de la siguiente manera:
1. el que tenga mejor diferencia de puntos en la fase de grupos.
2. el que tenga mayor cantidad de tries en la fase de grupos.
3. el que tenga menos jugadores sancionados durante la fase de grupos.
4. por sorteo.

## Fase de grupos
|  | Ganador de cada grupo, pasa a cuartos de final.           |
|  | Tres mejores segundos de grupo, pasan a cuartos de final. |

### Grupo 1
| Equipo          | PJ | PG | PE | PP | PF  | PC  | Dif | TF | TC | BO | BD | Pts |
| --------------- | -- | -- | -- | -- | --- | --- | --- | -- | -- | -- | -- | --- |
| Stade Rochelais | 6  | 4  | 0  | 2  | 156 | 121 | +35 | 18 | 17 | 3  | 1  | 20  |
| Wasps           | 6  | 3  | 0  | 3  | 154 | 121 | +33 | 21 | 15 | 4  | 1  | 17  |
| Ulster          | 6  | 4  | 0  | 2  | 132 | 118 | +14 | 15 | 15 | 1  | 0  | 17  |
| Harlequins      | 6  | 1  | 0  | 5  | 106 | 188 | -82 | 15 | 22 | 2  | 1  | 7   |

| \| Jornada \| Fecha \| Estadio (Ciudad) \| Local \| Resultado \| Visitante \| \| ----------- \| ----------------------- \| ------------------------------------ \| --------------- \| --------- \| --------------- \| \| 1.ª jornada \| 13 de octubre de 2017 \| Estadio Kingspan (Belfast) \| Ulster \| 19 - 9 \| Wasps \| \| 1.ª jornada \| 14 de octubre de 2017 \| Twickenham Stoop (Londres) \| Harlequins \| 27 - 34 \| Stade Rochelais \| \| 2.ª jornada \| 22 de octubre de 2017 \| Stade Marcel-Deflandre (La Rochelle) \| Stade Rochelais \| 41 - 17 \| Ulster \| \| 2.ª jornada \| 22 de octubre de 2017 \| Ricoh Arena (Coventry) \| Wasps \| 41 - 10 \| Harlequins \| \| 3.ª jornada \| 10 de diciembre de 2017 \| Twickenham Stoop (Londres) \| Harlequins \| 5 - 17 \| Ulster \| \| 3.ª jornada \| 10 de diciembre de 2017 \| Stade Marcel-Deflandre (La Rochelle) \| Stade Rochelais \| 49 - 29 \| Wasps \| \| 4.ª jornada \| 15 de diciembre de 2017 \| Estadio Kingspan (Belfast) \| Ulster \| 52 - 24 \| Harlequins \| \| 4.ª jornada \| 17 de diciembre de 2017 \| Ricoh Arena (Coventry) \| Wasps \| 21 - 3 \| Stade Rochelais \| \| 5.ª jornada \| 13 de enero de 2018 \| Estadio Kingspan (Belfast) \| Ulster \| 20 - 13 \| Stade Rochelais \| \| 5.ª jornada \| 13 de enero de 2018 \| Twickenham Stoop (Londres) \| Harlequins \| 33 - 28 \| Wasps \| \| 6.ª jornada \| 21 de enero de 2018 \| Stade Marcel-Deflandre (La Rochelle) \| Stade Rochelais \| 16 - 7 \| Harlequins \| \| 6.ª jornada \| 21 de enero de 2018 \| Coventry (Londres) \| Wasps \| 26 - 7 \| Ulster \| |                         |                                      |                 |           |                 |
| Jornada | Fecha                   | Estadio (Ciudad)                     | Local           | Resultado | Visitante       |
| 1.ª jornada | 13 de octubre de 2017   | Estadio Kingspan (Belfast)           | Ulster          | 19 - 9    | Wasps           |
| 1.ª jornada | 14 de octubre de 2017   | Twickenham Stoop (Londres)           | Harlequins      | 27 - 34   | Stade Rochelais |
| 2.ª jornada | 22 de octubre de 2017   | Stade Marcel-Deflandre (La Rochelle) | Stade Rochelais | 41 - 17   | Ulster          |
| 2.ª jornada | 22 de octubre de 2017   | Ricoh Arena (Coventry)               | Wasps           | 41 - 10   | Harlequins      |
| 3.ª jornada | 10 de diciembre de 2017 | Twickenham Stoop (Londres)           | Harlequins      | 5 - 17    | Ulster          |
| 3.ª jornada | 10 de diciembre de 2017 | Stade Marcel-Deflandre (La Rochelle) | Stade Rochelais | 49 - 29   | Wasps           |
| 4.ª jornada | 15 de diciembre de 2017 | Estadio Kingspan (Belfast)           | Ulster          | 52 - 24   | Harlequins      |
| 4.ª jornada | 17 de diciembre de 2017 | Ricoh Arena (Coventry)               | Wasps           | 21 - 3    | Stade Rochelais |
| 5.ª jornada | 13 de enero de 2018     | Estadio Kingspan (Belfast)           | Ulster          | 20 - 13   | Stade Rochelais |
| 5.ª jornada | 13 de enero de 2018     | Twickenham Stoop (Londres)           | Harlequins      | 33 - 28   | Wasps           |
| 6.ª jornada | 21 de enero de 2018     | Stade Marcel-Deflandre (La Rochelle) | Stade Rochelais | 16 - 7    | Harlequins      |
| 6.ª jornada | 21 de enero de 2018     | Coventry (Londres)                   | Wasps           | 26 - 7    | Ulster          |

### Grupo 2
| Equipo             | PJ | PG | PE | PP | PF  | PC  | Dif  | TF | TC | BO | BD | Pts |
| ------------------ | -- | -- | -- | -- | --- | --- | ---- | -- | -- | -- | -- | --- |
| Clermont           | 6  | 5  | 0  | 1  | 165 | 104 | +61  | 16 | 14 | 2  | 0  | 22  |
| Saracens           | 6  | 3  | 1  | 2  | 205 | 146 | +59  | 24 | 13 | 3  | 1  | 18  |
| Ospreys            | 6  | 2  | 1  | 3  | 152 | 148 | +4   | 18 | 16 | 3  | 2  | 15  |
| Northampton Saints | 6  | 1  | 0  | 5  | 115 | 239 | -124 | 16 | 31 | 2  | 0  | 6   |

| \| Jornada \| Fecha \| Estadio (Ciudad) \| Local \| Resultado \| Visitante \| \| ----------- \| ----------------------- \| -------------------------------- \| ------------------ \| --------- \| ------------------ \| \| 1.ª jornada \| 15 de octubre de 2017 \| Franklin's Gardens (Northampton) \| Northampton Saints \| 13 - 57 \| Saracens \| \| 1.ª jornada \| 15 de octubre de 2017 \| Liberty Stadium (Swansea) \| Ospreys \| 21 - 26 \| Clermont \| \| 2.ª jornada \| 21 de octubre de 2017 \| Stade Marcel Michelin (Clermont) \| Clermont \| 24 - 7 \| Northampton Saints \| \| 2.ª jornada \| 21 de octubre de 2017 \| Allianz Park (Londres) \| Saracens \| 36 - 34 \| Ospreys \| \| 3.ª jornada \| 9 de diciembre de 2017 \| Franklin's Gardens (Northampton) \| Northampton Saints \| 32 - 43 \| Ospreys \| \| 3.ª jornada \| 11 de diciembre de 2017 \| Allianz Park (Londres) \| Saracens \| 14 - 46 \| Clermont \| \| 4.ª jornada \| 17 de diciembre de 2017 \| Stade Marcel Michelin (Clermont) \| Clermont \| 24 - 21 \| Saracens \| \| 4.ª jornada \| 17 de diciembre de 2017 \| Liberty Stadium (Swansea) \| Ospreys \| 32 - 15 \| Northampton Saints \| \| 5.ª jornada \| 13 de enero de 2018 \| Franklin's Gardens (Northampton) \| Northampton Saints \| 34 - 21 \| Clermont \| \| 5.ª jornada \| 13 de enero de 2018 \| Liberty Stadium (Swansea) \| Ospreys \| 15 - 15 \| Saracens \| \| 6.ª jornada \| 20 de enero de 2018 \| Stade Marcel-Michelin (Clermont) \| Clermont \| 24 - 7 \| Ospreys \| \| 6.ª jornada \| 20 de enero de 2018 \| Allianz Park (Londres) \| Saracens \| 62 - 14 \| Northampton Saints \| |                         |                                  |                    |           |                    |
| Jornada | Fecha                   | Estadio (Ciudad)                 | Local              | Resultado | Visitante          |
| 1.ª jornada | 15 de octubre de 2017   | Franklin's Gardens (Northampton) | Northampton Saints | 13 - 57   | Saracens           |
| 1.ª jornada | 15 de octubre de 2017   | Liberty Stadium (Swansea)        | Ospreys            | 21 - 26   | Clermont           |
| 2.ª jornada | 21 de octubre de 2017   | Stade Marcel Michelin (Clermont) | Clermont           | 24 - 7    | Northampton Saints |
| 2.ª jornada | 21 de octubre de 2017   | Allianz Park (Londres)           | Saracens           | 36 - 34   | Ospreys            |
| 3.ª jornada | 9 de diciembre de 2017  | Franklin's Gardens (Northampton) | Northampton Saints | 32 - 43   | Ospreys            |
| 3.ª jornada | 11 de diciembre de 2017 | Allianz Park (Londres)           | Saracens           | 14 - 46   | Clermont           |
| 4.ª jornada | 17 de diciembre de 2017 | Stade Marcel Michelin (Clermont) | Clermont           | 24 - 21   | Saracens           |
| 4.ª jornada | 17 de diciembre de 2017 | Liberty Stadium (Swansea)        | Ospreys            | 32 - 15   | Northampton Saints |
| 5.ª jornada | 13 de enero de 2018     | Franklin's Gardens (Northampton) | Northampton Saints | 34 - 21   | Clermont           |
| 5.ª jornada | 13 de enero de 2018     | Liberty Stadium (Swansea)        | Ospreys            | 15 - 15   | Saracens           |
| 6.ª jornada | 20 de enero de 2018     | Stade Marcel-Michelin (Clermont) | Clermont           | 24 - 7    | Ospreys            |
| 6.ª jornada | 20 de enero de 2018     | Allianz Park (Londres)           | Saracens           | 62 - 14   | Northampton Saints |

### Grupo 3
| Equipo           | PJ | PG | PE | PP | PF  | PC  | Dif | TF | TC | BO | BD | Pts |
| ---------------- | -- | -- | -- | -- | --- | --- | --- | -- | -- | -- | -- | --- |
| Leinster         | 6  | 6  | 0  | 0  | 176 | 93  | +83 | 22 | 12 | 3  | 0  | 27  |
| Exeter Chiefs    | 6  | 3  | 0  | 3  | 138 | 117 | +21 | 18 | 14 | 1  | 2  | 15  |
| Montpellier      | 6  | 2  | 0  | 4  | 130 | 163 | -33 | 18 | 23 | 3  | 2  | 13  |
| Glasgow Warriors | 6  | 1  | 0  | 5  | 128 | 199 | -71 | 18 | 27 | 2  | 1  | 7   |

| \| Jornada \| Fecha \| Estadio (Ciudad) \| Local \| Resultado \| Visitante \| \| ----------- \| ----------------------- \| ---------------------------- \| ---------------- \| --------- \| ---------------- \| \| 1.ª jornada \| 14 de octubre de 2017 \| RDS Arena (Dublín) \| Leinster \| 24 - 17 \| Montpellier \| \| 1.ª jornada \| 14 de octubre de 2017 \| Sandy Park (Exeter) \| Exeter Chiefs \| 24 - 15 \| Glasgow Warriors \| \| 2.ª jornada \| 21 de octubre de 2017 \| Estadio Scotstoun (Glasgow) \| Glasgow Warriors \| 18 - 34 \| Leinster \| \| 2.ª jornada \| 22 de octubre de 2017 \| Estadio Altrad (Montpellier) \| Montpellier \| 24 - 27 \| Exeter Chiefs \| \| 3.ª jornada \| 8 de diciembre de 2017 \| Estadio Scotstoun (Glasgow) \| Glasgow Warriors \| 22 - 29 \| Montpellier \| \| 3.ª jornada \| 10 de diciembre de 2017 \| Sandy Park (Exeter) \| Exeter Chiefs \| 8 - 18 \| Leinster \| \| 4.ª jornada \| 16 de diciembre de 2017 \| Estadio Altrad (Montpellier) \| Montpellier \| 36 - 26 \| Glasgow Warriors \| \| 4.ª jornada \| 16 de diciembre de 2017 \| Estadio Aviva (Dublín) \| Leinster \| 22 - 17 \| Exeter Chiefs \| \| 5.ª jornada \| 13 de enero de 2018 \| Sandy Park (Exeter) \| Exeter Chiefs \| 41 - 10 \| Montpellier \| \| 5.ª jornada \| 14 de enero de 2018 \| RDS Arena (Dublín) \| Leinster \| 55 - 19 \| Glasgow Warriors \| \| 6.ª jornada \| 20 de enero de 2018 \| Estadio Scotstoun (Glasgow) \| Glasgow Warriors \| 28 - 21 \| Exeter Chiefs \| \| 6.ª jornada \| 20 de enero de 2018 \| Estadio Altrad (Montpellier) \| Montpellier \| 14 - 23 \| Leinster \| |                         |                              |                  |           |                  |
| Jornada | Fecha                   | Estadio (Ciudad)             | Local            | Resultado | Visitante        |
| 1.ª jornada | 14 de octubre de 2017   | RDS Arena (Dublín)           | Leinster         | 24 - 17   | Montpellier      |
| 1.ª jornada | 14 de octubre de 2017   | Sandy Park (Exeter)          | Exeter Chiefs    | 24 - 15   | Glasgow Warriors |
| 2.ª jornada | 21 de octubre de 2017   | Estadio Scotstoun (Glasgow)  | Glasgow Warriors | 18 - 34   | Leinster         |
| 2.ª jornada | 22 de octubre de 2017   | Estadio Altrad (Montpellier) | Montpellier      | 24 - 27   | Exeter Chiefs    |
| 3.ª jornada | 8 de diciembre de 2017  | Estadio Scotstoun (Glasgow)  | Glasgow Warriors | 22 - 29   | Montpellier      |
| 3.ª jornada | 10 de diciembre de 2017 | Sandy Park (Exeter)          | Exeter Chiefs    | 8 - 18    | Leinster         |
| 4.ª jornada | 16 de diciembre de 2017 | Estadio Altrad (Montpellier) | Montpellier      | 36 - 26   | Glasgow Warriors |
| 4.ª jornada | 16 de diciembre de 2017 | Estadio Aviva (Dublín)       | Leinster         | 22 - 17   | Exeter Chiefs    |
| 5.ª jornada | 13 de enero de 2018     | Sandy Park (Exeter)          | Exeter Chiefs    | 41 - 10   | Montpellier      |
| 5.ª jornada | 14 de enero de 2018     | RDS Arena (Dublín)           | Leinster         | 55 - 19   | Glasgow Warriors |
| 6.ª jornada | 20 de enero de 2018     | Estadio Scotstoun (Glasgow)  | Glasgow Warriors | 28 - 21   | Exeter Chiefs    |
| 6.ª jornada | 20 de enero de 2018     | Estadio Altrad (Montpellier) | Montpellier      | 14 - 23   | Leinster         |

### Grupo 4
| Equipo           | PJ | PG | PE | PP | PF  | PC  | Dif | TF | TC | BO | BD | Pts |
| ---------------- | -- | -- | -- | -- | --- | --- | --- | -- | -- | -- | -- | --- |
| Munster          | 6  | 4  | 1  | 1  | 167 | 87  | +80 | 18 | 8  | 2  | 1  | 21  |
| Racing 92        | 6  | 4  | 0  | 2  | 128 | 105 | +23 | 14 | 10 | 1  | 2  | 19  |
| Castres          | 6  | 2  | 1  | 3  | 111 | 161 | -50 | 13 | 20 | 2  | 0  | 12  |
| Leicester Tigers | 6  | 1  | 0  | 5  | 118 | 171 | -53 | 12 | 19 | 1  | 2  | 7   |

| \| Jornada \| Fecha \| Estadio (Ciudad) \| Local \| Resultado \| Visitante \| \| ----------- \| ----------------------- \| ---------------------------------- \| ---------------- \| --------- \| ---------------- \| \| 1.ª jornada \| 14 de octubre de 2017 \| Olímpico Yves-du-Manoir (Colombes) \| Racing 92 \| 22 - 18 \| Leicester Tigers \| \| 1.ª jornada \| 15 de octubre de 2017 \| Stade Pierre-Antoine (Castres) \| Castres \| 17 - 17 \| Munster \| \| 2.ª jornada \| 21 de octubre de 2017 \| Welford Road (Leicester) \| Leicester Tigers \| 54 - 29 \| Castres \| \| 2.ª jornada \| 21 de octubre de 2017 \| Thomond Park (Limerick) \| Munster \| 14 - 7 \| Racing 92 \| \| 3.ª jornada \| 9 de diciembre de 2017 \| Stade Pierre-Antoine (Castres) \| Castres \| 16 - 13 \| Racing 92 \| \| 3.ª jornada \| 9 de diciembre de 2017 \| Thomond Park (Limerick) \| Munster \| 33 - 10 \| Leicester Tigers \| \| 4.ª jornada \| 16 de diciembre de 2017 \| Olímpico Yves-du-Manoir (Colombes) \| Racing 92 \| 29 - 7 \| Castres \| \| 4.ª jornada \| 17 de diciembre de 2017 \| Welford Road (Leicester) \| Leicester Tigers \| 16 - 25 \| Munster \| \| 5.ª jornada \| 14 de enero de 2018 \| Stade Pierre-Antoine (Castres) \| Castres \| 39 - 0 \| Leicester Tigers \| \| 5.ª jornada \| 14 de enero de 2018 \| U-Arena (Nanterre) \| Racing 92 \| 34 - 30 \| Munster \| \| 6.ª jornada \| 21 de enero de 2018 \| Welford Road (Leicester) \| Leicester Tigers \| 20 - 23 \| Racing 92 \| \| 6.ª jornada \| 21 de enero de 2018 \| Thomond Park (Limerick) \| Munster \| 48 - 3 \| Castres \| |                         |                                    |                  |           |                  |
| Jornada | Fecha                   | Estadio (Ciudad)                   | Local            | Resultado | Visitante        |
| 1.ª jornada | 14 de octubre de 2017   | Olímpico Yves-du-Manoir (Colombes) | Racing 92        | 22 - 18   | Leicester Tigers |
| 1.ª jornada | 15 de octubre de 2017   | Stade Pierre-Antoine (Castres)     | Castres          | 17 - 17   | Munster          |
| 2.ª jornada | 21 de octubre de 2017   | Welford Road (Leicester)           | Leicester Tigers | 54 - 29   | Castres          |
| 2.ª jornada | 21 de octubre de 2017   | Thomond Park (Limerick)            | Munster          | 14 - 7    | Racing 92        |
| 3.ª jornada | 9 de diciembre de 2017  | Stade Pierre-Antoine (Castres)     | Castres          | 16 - 13   | Racing 92        |
| 3.ª jornada | 9 de diciembre de 2017  | Thomond Park (Limerick)            | Munster          | 33 - 10   | Leicester Tigers |
| 4.ª jornada | 16 de diciembre de 2017 | Olímpico Yves-du-Manoir (Colombes) | Racing 92        | 29 - 7    | Castres          |
| 4.ª jornada | 17 de diciembre de 2017 | Welford Road (Leicester)           | Leicester Tigers | 16 - 25   | Munster          |
| 5.ª jornada | 14 de enero de 2018     | Stade Pierre-Antoine (Castres)     | Castres          | 39 - 0    | Leicester Tigers |
| 5.ª jornada | 14 de enero de 2018     | U-Arena (Nanterre)                 | Racing 92        | 34 - 30   | Munster          |
| 6.ª jornada | 21 de enero de 2018     | Welford Road (Leicester)           | Leicester Tigers | 20 - 23   | Racing 92        |
| 6.ª jornada | 21 de enero de 2018     | Thomond Park (Limerick)            | Munster          | 48 - 3    | Castres          |

### Grupo 5
| Equipo           | PJ | PG | PE | PP | PF  | PC  | Dif  | TF | TC | BO | BD | Pts |
| ---------------- | -- | -- | -- | -- | --- | --- | ---- | -- | -- | -- | -- | --- |
| Scarlets         | 6  | 4  | 0  | 2  | 162 | 123 | +39  | 19 | 12 | 3  | 2  | 21  |
| Toulon           | 6  | 4  | 0  | 2  | 159 | 125 | +34  | 16 | 12 | 1  | 2  | 19  |
| Bath             | 6  | 4  | 0  | 2  | 151 | 121 | +30  | 16 | 14 | 1  | 1  | 18  |
| Benetton Treviso | 6  | 0  | 0  | 6  | 97  | 200 | -103 | 12 | 25 | 2  | 2  | 4   |

| \| Jornada \| Fecha \| Estadio (Ciudad) \| Local \| Resultado \| Visitante \| \| ----------- \| ----------------------- \| ---------------------------- \| ---------------- \| --------- \| ---------------- \| \| 1.ª jornada \| 14 de octubre de 2017 \| The Recreation Ground (Bath) \| Bath \| 23 - 0 \| Benetton Treviso \| \| 1.ª jornada \| 15 de octubre de 2017 \| Stade Mayol (Tolón) \| Toulon \| 21 - 20 \| Scarlets \| \| 2.ª jornada \| 20 de octubre de 2017 \| Parc y Scarlets (Llanelli) \| Scarlets \| 13 - 18 \| Bath \| \| 2.ª jornada \| 21 de octubre de 2017 \| Comunale di Monigo (Treviso) \| Benetton Treviso \| 29 - 30 \| Toulon \| \| 3.ª jornada \| 9 de diciembre de 2017 \| Parc y Scarlets (Llanelli) \| Scarlets \| 33 - 28 \| Benetton Treviso \| \| 3.ª jornada \| 9 de diciembre de 2017 \| Stade Mayol (Tolón) \| Toulon \| 24 - 20 \| Bath \| \| 4.ª jornada \| 16 de diciembre de 2017 \| Comunale di Monigo (Treviso) \| Benetton Treviso \| 12 - 31 \| Scarlets \| \| 4.ª jornada \| 16 de diciembre de 2017 \| The Recreation Ground (Bath) \| Bath \| 26 - 21 \| Toulon \| \| 5.ª jornada \| 12 de enero de 2018 \| The Recreation Ground (Bath) \| Bath \| 17 - 35 \| Scarlets \| \| 5.ª jornada \| 14 de enero de 2018 \| Stade Mayol (Tolón) \| Toulon \| 36 - 0 \| Benetton Treviso \| \| 6.ª jornada \| 20 de enero de 2018 \| Comunale di Monigo (Treviso) \| Benetton Treviso \| 28 - 47 \| Bath \| \| 6.ª jornada \| 20 de enero de 2018 \| Parc y Scarlets (Llanelli) \| Scarlets \| 30 - 27 \| Toulon \| |                         |                              |                  |           |                  |
| Jornada | Fecha                   | Estadio (Ciudad)             | Local            | Resultado | Visitante        |
| 1.ª jornada | 14 de octubre de 2017   | The Recreation Ground (Bath) | Bath             | 23 - 0    | Benetton Treviso |
| 1.ª jornada | 15 de octubre de 2017   | Stade Mayol (Tolón)          | Toulon           | 21 - 20   | Scarlets         |
| 2.ª jornada | 20 de octubre de 2017   | Parc y Scarlets (Llanelli)   | Scarlets         | 13 - 18   | Bath             |
| 2.ª jornada | 21 de octubre de 2017   | Comunale di Monigo (Treviso) | Benetton Treviso | 29 - 30   | Toulon           |
| 3.ª jornada | 9 de diciembre de 2017  | Parc y Scarlets (Llanelli)   | Scarlets         | 33 - 28   | Benetton Treviso |
| 3.ª jornada | 9 de diciembre de 2017  | Stade Mayol (Tolón)          | Toulon           | 24 - 20   | Bath             |
| 4.ª jornada | 16 de diciembre de 2017 | Comunale di Monigo (Treviso) | Benetton Treviso | 12 - 31   | Scarlets         |
| 4.ª jornada | 16 de diciembre de 2017 | The Recreation Ground (Bath) | Bath             | 26 - 21   | Toulon           |
| 5.ª jornada | 12 de enero de 2018     | The Recreation Ground (Bath) | Bath             | 17 - 35   | Scarlets         |
| 5.ª jornada | 14 de enero de 2018     | Stade Mayol (Tolón)          | Toulon           | 36 - 0    | Benetton Treviso |
| 6.ª jornada | 20 de enero de 2018     | Comunale di Monigo (Treviso) | Benetton Treviso | 28 - 47   | Bath             |
| 6.ª jornada | 20 de enero de 2018     | Parc y Scarlets (Llanelli)   | Scarlets         | 30 - 27   | Toulon           |

## Fase final
Los ocho equipos clasificados de la fase de grupos competirán en una primera ronda eliminatoria de cuartos de final, la cual se celebrará entre los días 31 de marzo y 2 de abril de 2017. Los cuatro equipos con la mejor clasificación en la fase de grupos, ejercerán de locales en esta fase.
Los equipos son ordenados según el siguiente orden de criterios:
1. Mayor número de puntos.
2. Mayor diferencia de puntos.
3. Número de tries marcados.

| Pos | Ganadores de grupo | PJ | Pts | Dif | TF |
| --- | ------------------ | -- | --- | --- | -- |
| 1   | Leinster           | 6  | 27  | +83 | 22 |
| 2   | Clermont           | 6  | 22  | +61 | 16 |
| 3   | Munster            | 6  | 21  | +80 | 18 |
| 4   | Scarlets           | 6  | 21  | +39 | 19 |
| 5   | Stade Rochelais    | 6  | 20  | +35 | 18 |
| Pos | Segundos de grupo  | PJ | Pts | Dif | TF |
| 6   | Toulon             | 6  | 19  | +34 | 16 |
| 7   | Racing 92          | 6  | 19  | +23 | 14 |
| 8   | Saracens           | 6  | 18  | +59 | 24 |
| 9   | Wasps RFC          | 6  | 17  | +33 | 21 |
| 10  | Exeter Chiefs      | 6  | 15  | +21 | 18 |

Llave de eliminatorias
|  | Cuartos de final          | Cuartos de final          |           |          | Semifinales       | Semifinales       |  |          | Final      | Final      |  |
|  | 30 de marzo al 1 de abril | 30 de marzo al 1 de abril |           |          | 21 al 22 de abril | 21 al 22 de abril |  |          | 12 de mayo | 12 de mayo |  |
|  |                           |                           |           |          |                   |                   |  |          |            |            |  |
|  |                           |                           |           |          |                   |                   |  |          |            |            |  |
|  | Leinster                  | 30                        |           |          |                   |                   |  |          |            |            |  |
|  | Leinster                  | 30                        |           |          |                   |                   |  |          |            |            |  |
|  | Saracens                  | 19                        |           |          |                   |                   |  |          |            |            |  |
|  | Saracens                  | 19                        |           | Leinster | 38                |                   |  |          |            |            |  |
|  |                           |                           |           | Leinster | 38                |                   |  |          |            |            |  |
|  |                           |                           | Scarlets  | 16       |                   |                   |  |          |            |            |  |
|  | Scarlets                  | 29                        | Scarlets  | 16       |                   |                   |  |          |            |            |  |
|  | Scarlets                  | 29                        |           |          |                   |                   |  |          |            |            |  |
|  | Stade Rochelais           | 17                        |           |          |                   |                   |  |          |            |            |  |
|  | Stade Rochelais           | 17                        |           |          |                   |                   |  | Leinster | 15         |            |  |
|  |                           |                           |           |          |                   |                   |  | Leinster | 15         |            |  |
|  |                           |                           | Racing 92 | 12       |                   |                   |  |          |            |            |  |
|  | Munster                   | 20                        | Racing 92 | 12       |                   |                   |  |          |            |            |  |
|  | Munster                   | 20                        |           |          |                   |                   |  |          |            |            |  |
|  | Toulon                    | 19                        |           |          |                   |                   |  |          |            |            |  |
|  | Toulon                    | 19                        |           | Munster  | 22                |                   |  |          |            |            |  |
|  |                           |                           |           | Munster  | 22                |                   |  |          |            |            |  |
|  |                           |                           | Racing 92 | 27       |                   |                   |  |          |            |            |  |
|  | Clermont                  | 17                        | Racing 92 | 27       |                   |                   |  |          |            |            |  |
|  | Clermont                  | 17                        |           |          |                   |                   |  |          |            |            |  |
|  | Racing 92                 | 28                        |           |          |                   |                   |  |          |            |            |  |
|  | Racing 92                 | 28                        |           |          |                   |                   |  |          |            |            |  |
|  |                           |                           |           |          |                   |                   |  |          |            |            |  |

### Cuartos de final
| 30 de marzo de 2018, 17:30 (UTC+0) | Scarlets | 29 - 17 | Stade Rochelais                                                                                  | Parc y Scarlets, Llanelli                               |                                                         |
|                                    | Tries: Patchell 60' S. Williams 75' Conversiones: (2/2) Halfpenny 62', 76' Penales: (5/6) Halfpenny 4', 11', 18', 25', 45' | Reporte | Tries: 8' Sazy 80' Boudehent Conversiones: 9' Balès (1/1) 80' Noble (1/1) Penal: 40' Balès (1/1) | Asistencia: 15 373 espectadores Árbitro(s): Luke Pearce | Asistencia: 15 373 espectadores Árbitro(s): Luke Pearce |

| 31 de marzo de 2018, 15:15 (UTC+0) | Munster                                                                                           | 20 - 19 | Toulon | Thomond Park, Limerick                                  |                                                         |
|                                    | Tries: Murray 27' Conway 74' Conversiones: (2/2) Keatley 28', 75' Penales: (2/2) Keatley 31', 75' | Reporte | Try: 64' Ashton Conversión: 65' Trinh-Duc (1/1) Penales: 9' Belleau (1/1) 60', 67' Trinh-Duc (2/2) Drop: 18' Belleau (1/1) | Asistencia: 26 265 espectadores Árbitro(s): Nigel Owens | Asistencia: 26 265 espectadores Árbitro(s): Nigel Owens |

| 1 de abril de 2018, 14:00 (UTC+1) | Clermont                                                                      | 17 - 28 | Racing 92 | Stade Marcel Michelin, Clermont-Ferrand                  |                                                          |
|                                   | Try: Betham 33' Conversión: (0/1) Parra Penales: (4/4) Parra 5', 9', 17', 44' | Reporte | Tries: 24' Nakarawa 63' Andreu 65' Palu Conversiones: 24', 63' Machenaud (2/3) Penales: 31', 40', 41' Machenaud (3/4) | Asistencia: 18 598 espectadores Árbitro(s): Wayne Barnes | Asistencia: 18 598 espectadores Árbitro(s): Wayne Barnes |

| 1 de abril de 2018, 15:30 (UTC+0) | Leinster | 30 - 19 | Saracens                                                                                          | Aviva Stadium, Dublín                                     |                                                           |
|                                   | Tries: Ringrose 3' Leavy 46' Lowe 57' Conversiones: (2/2) Sexton 3', 47' (1/1) McFadden 58' Penales: (3/3) Sexton 20', 33', 42' | Reporte | Try: 63' Cowan Conversión: 64' Farrell (1/1) Penales: 11', 15', 26' Farrell (3/3) 34' Bosch (1/1) | Asistencia: 51 700 espectadores Árbitro(s): Jérôme Garcès | Asistencia: 51 700 espectadores Árbitro(s): Jérôme Garcès |

### Semifinales
| 21 de abril de 2018, 15:30 (UTC+0) | Leinster | 38 - 16 | Scarlets                                                                             | Estadio Aviva, Dublín                                    |                                                          |
|                                    | Tries: J. Ryan 9' Healy 26' McFadden 39' Fardy 49' Sexton 59' Conversiones: (5/5) Sexton 10', 27', 40', 51', 60' Penales: (1/1) Sexton 18' | Reporte | Try: 78' Beirne Conversión: 79' Patchell (1/1) Penales: 5', 21', 33' Halfpenny (3/3) | Asistencia: 48 455 espectadores Árbitro(s): Romain Poite | Asistencia: 48 455 espectadores Árbitro(s): Romain Poite |

| 22 de abril de 2018, 16:15 (UTC+1) | Racing 92 | 27 - 22 | Munster                                                                                                | Stade Chaban-Delmas, Burdeos                         |                                                      |
|                                    | Tries: Thomas 5', 18' Machenaud 22' Conversiones: (3/3) Machenaud 6', 19', 23' Penales: (2/3) Machenaud 27', 43' | Reporte | Tries: 63' Zebo 76' Marshall 81' Conway Conversiones: 77', 82' Hanrahan (2/3) Penal: 17' Keatley (1/1) | Asistencia: 24 574 espectadores Árbitro(s): JP Doyle | Asistencia: 24 574 espectadores Árbitro(s): JP Doyle |

### Final
| 12 de mayo de 2018, 17:45 (UTC+1) | Leinster                                                  | 15 - 12 | Racing 92                                 | Estadio de San Mamés, Bilbao                             |                                                          |
|                                   | Penales: (3/5) Sexton 17', 39', 54' (2/2) Nacewa 74', 79' | Reporte | Penales: 4', 22', 45', 71' Iribaren (4/5) | Asistencia: 52 282 espectadores Árbitro(s): Wayne Barnes | Asistencia: 52 282 espectadores Árbitro(s): Wayne Barnes |

| Bandera de Irlanda |
| Campeón Leinster   |
| Cuarto título      |